# Franz Wende
Franz Wende uváděný i česky jako František Wende (3. června 1904 Svoboda nad Úpou – 1968 Bad Harzburg) byl československý lyžař, skokan, sdruženář a běžec.

## Sportovní kariéra
Na I. ZOH v Chamonix 1924 skončil ve skocích na lyžích na 10. místě. Na II. ZOH ve Svatém Mořici 1928 v běhu na lyžích na 18 km závod nedokončil a v severské kombinaci také závod nedokončil. Na mistrovství světa 1925 v Janských Lázních skončil v severské kombinaci na 4. místě a ve skocích na lyžích na 3. místě. Na mistrovství světa 1927 v Cortina d'Ampezzo skončil v severské kombinaci na 3. místě.